# 武田尾温泉

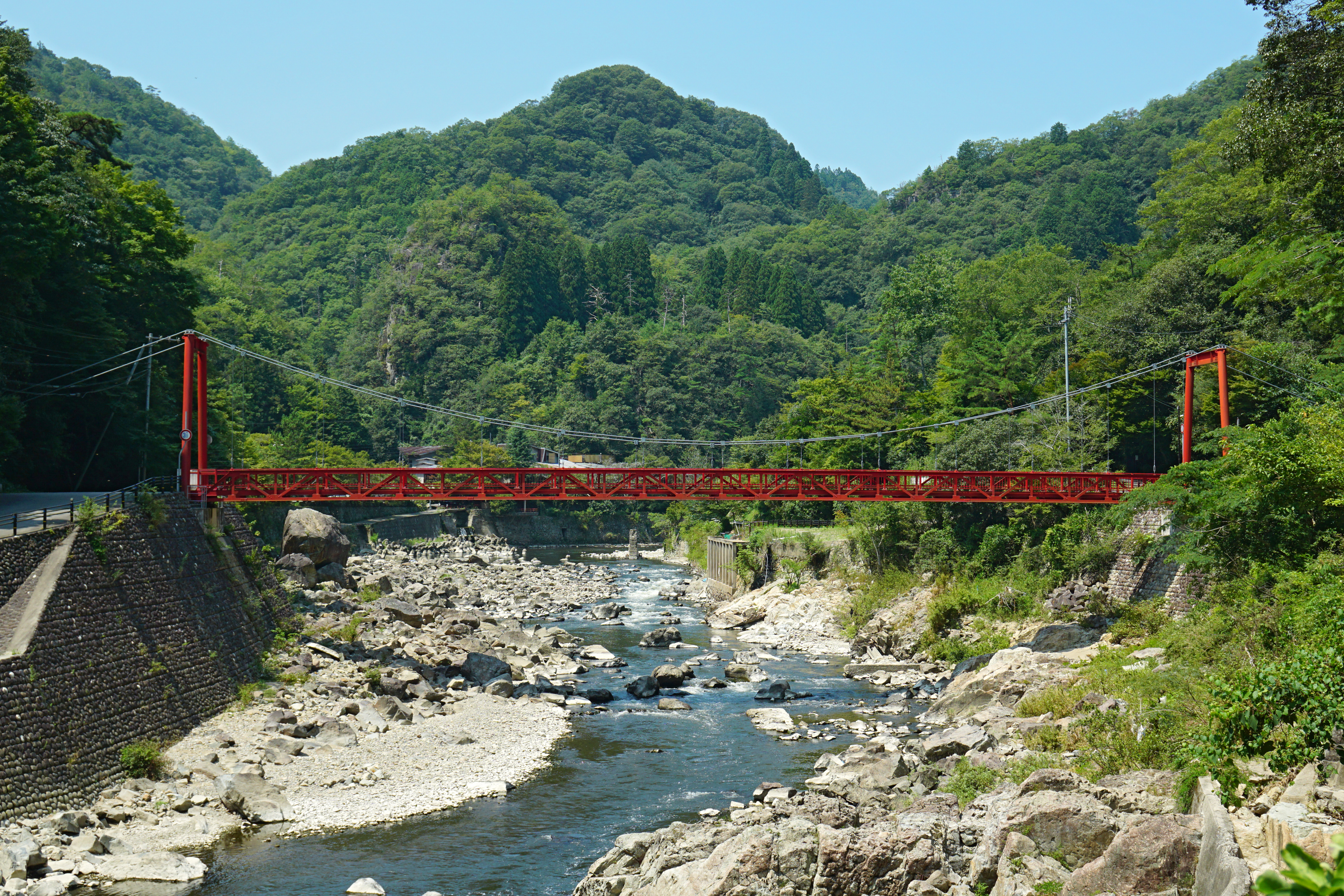
武庫川と武田尾橋

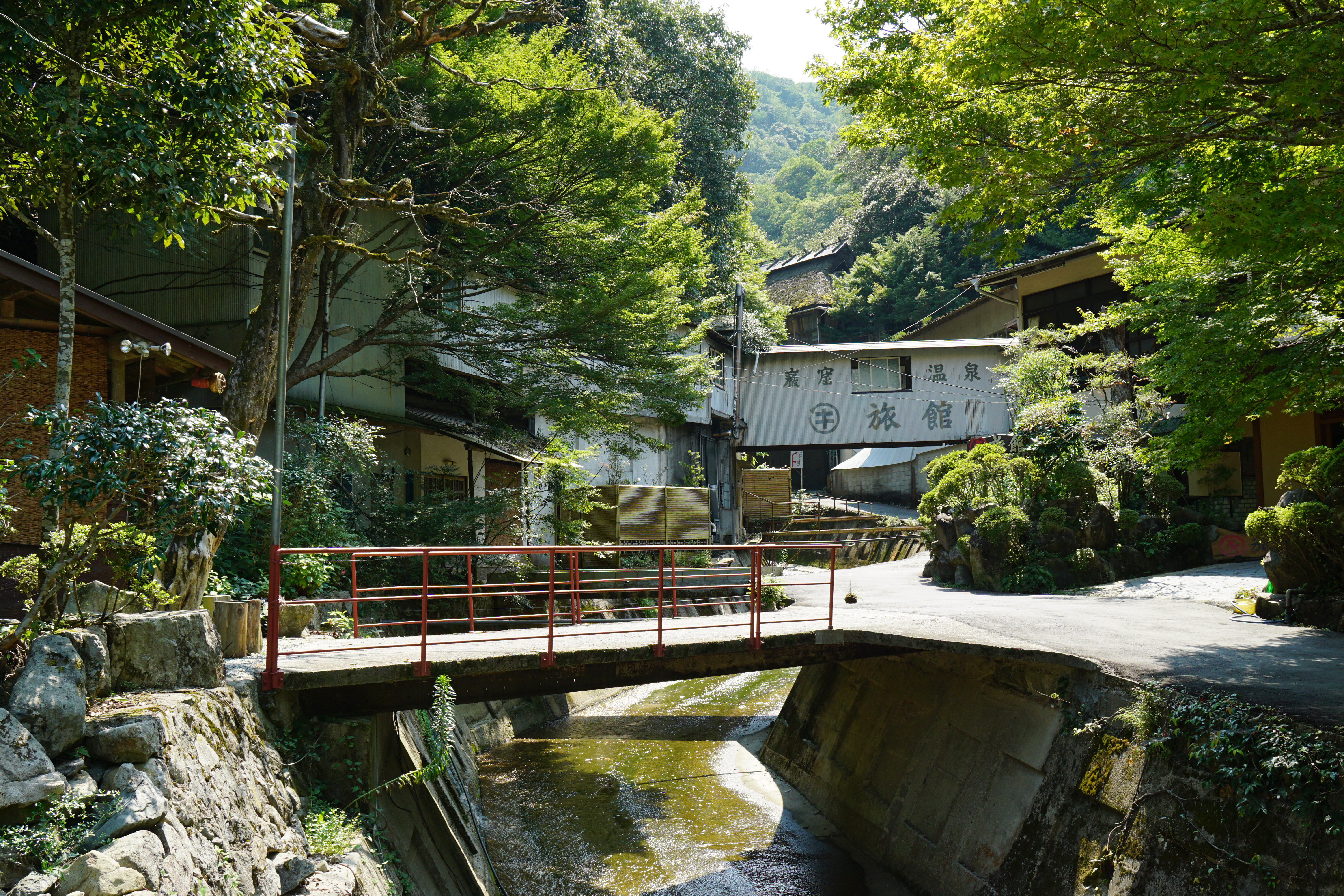
かつての西宮市側の温泉街、これらは現在は営業しておらず、マルキ旅館は建物も撤去されている。

武田尾温泉（たけだおおんせん）は、兵庫県西宮市・宝塚市に湧出する温泉である。関西の「奥座敷」とも称される。

## 泉質
25.3 ℃の単純温泉が湧出している。

## 温泉地
六甲山地を流れる武庫川が侵食したV字谷に面した場所に温泉が湧出している。温泉地の名物として、武庫川に架けられた吊り橋の武田尾橋が挙げられる。武庫川の対岸には馳渡山 （かけわたりやま）がある。

### 温泉施設
2012年時点では武庫川左岸の宝塚市側に1軒・右岸の西宮市側に3軒の旅館が有ったものの、2024年4現在宿泊可能なのは宝塚市側の紅葉館別庭あざれのみである。西宮市側の3軒のうち、河鹿荘は廃業し、マルキ旅館は武庫川の堤防工事のため2015年11月27日以降は休業中で、敷地は更地となったままであり、残る元湯は宿泊不可で日帰り温泉および昼食のみ営業中である。このため、現在は実質上一軒宿の温泉地と言える。

### アクセス
- 鉄道：JRの福知山線の武田尾駅で下車し、西へ徒歩で向かう。唯一の旅館である紅葉館別庭あざれまで7分。
- 自家用車：新名神高速道路の宝塚北サービスエリアに併設された宝塚北スマートインターチェンジから5分程度で到着できる。

## 歴史
1641年（寛永18年）に、豊臣方の落ち武者であった武田尾直蔵が発見した湯と伝えられており、薪拾いの際であったとされる。なお、地名も彼の姓から来ている。
水上勉の小説『櫻守』の舞台であり、山崎豊子の小説『晴着』の舞台でもある。

## 武田尾焼
明治時代末期から大正時代にかけて、武田尾温泉紅葉館（JR宝塚線武田尾駅下車西へ約600メートル）で「武田尾焼」という焼物が焼かれていた。
三田焼の陶工である芝虎山、亀井竹亭らが当時の紅葉楼（現：紅葉館）の主に招かれ敷地内の窯渓荘陶房にて製作活動をした。主に陶器および楽焼など味のある物を造ったが永続せずに数年で消窯した。銘に武田尾焼.竹亭などがある。現存数の少ない幻の焼物とされる。

## ギャラリー

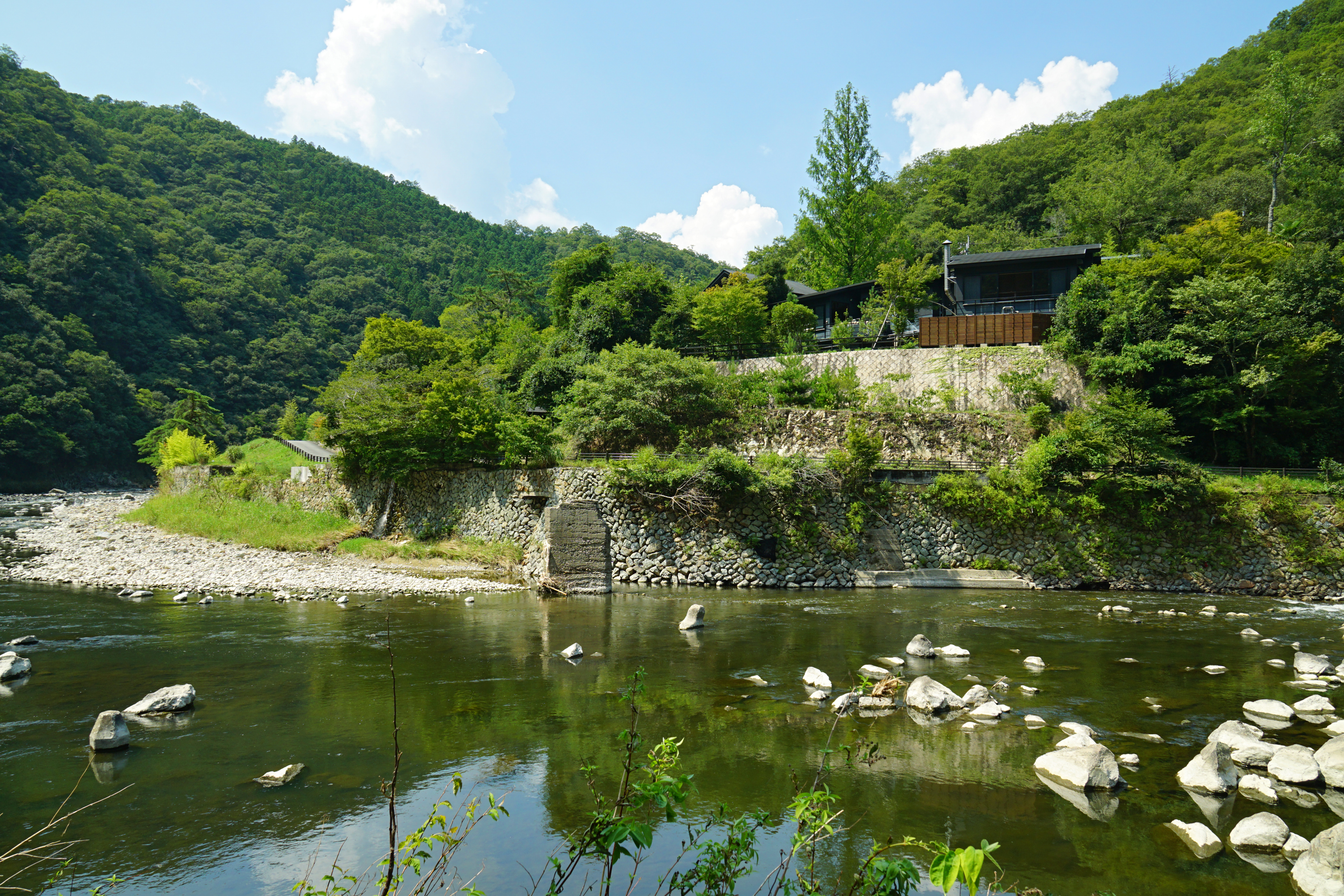
紅葉館別庭あざれ
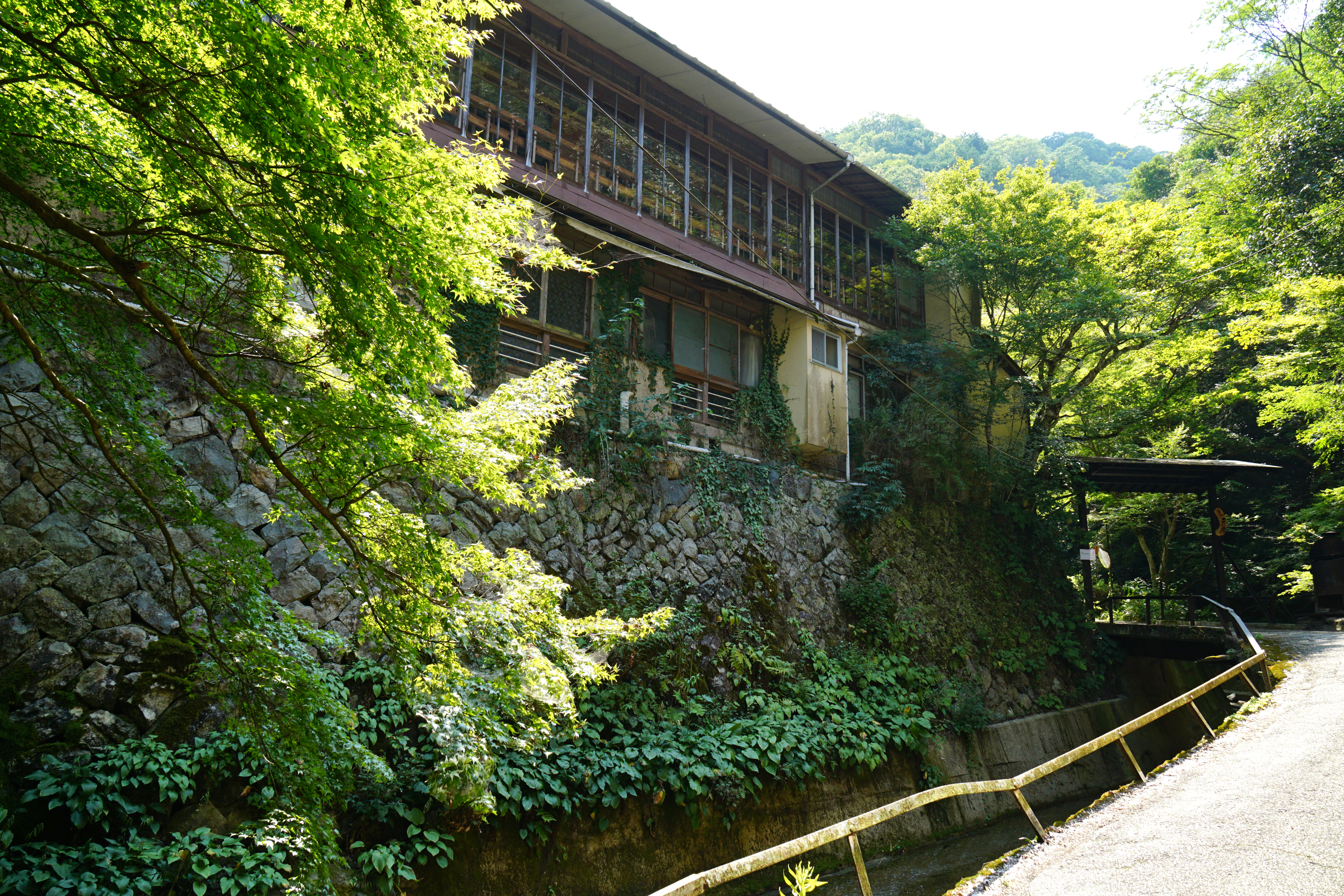
元湯
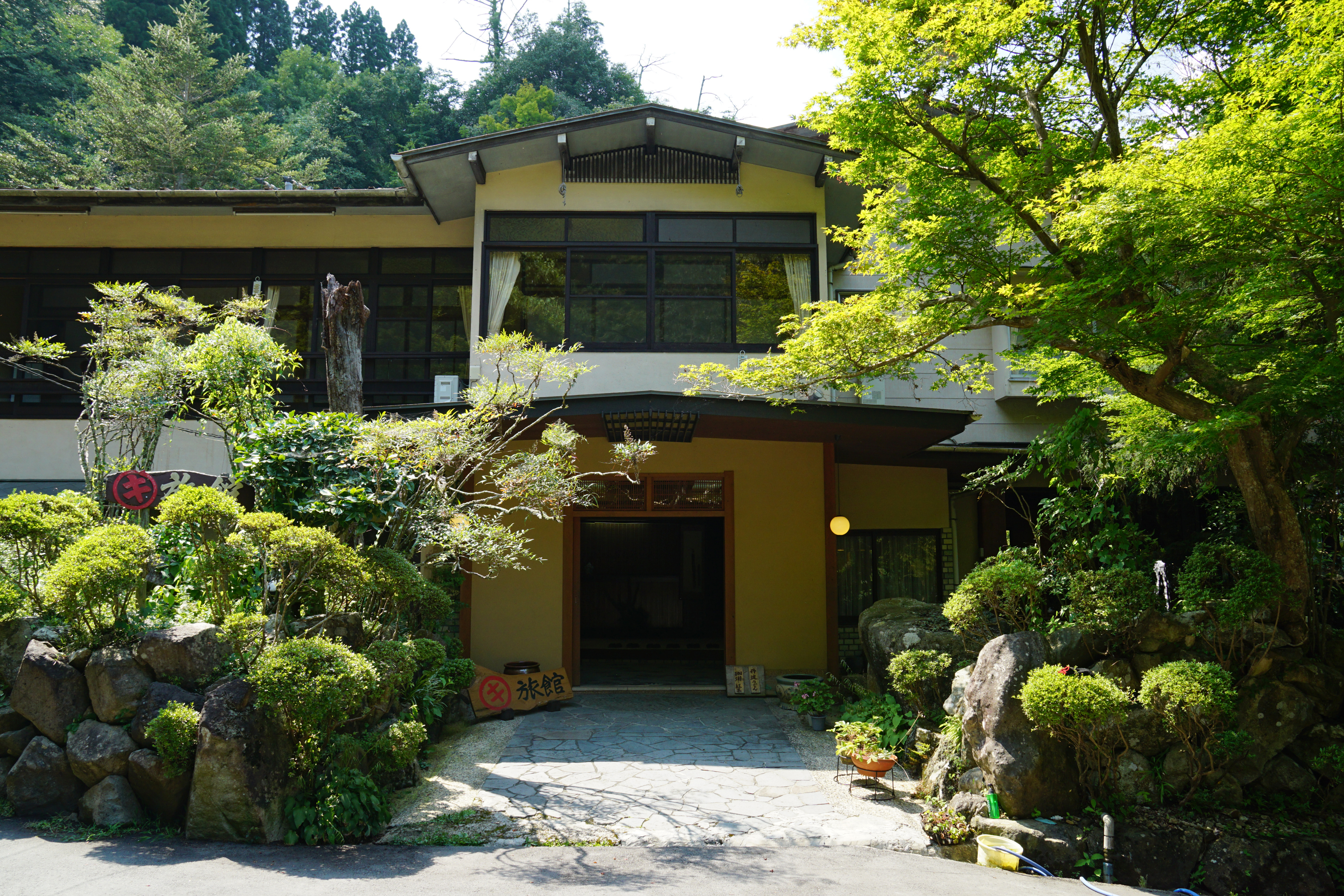
マルキ旅館
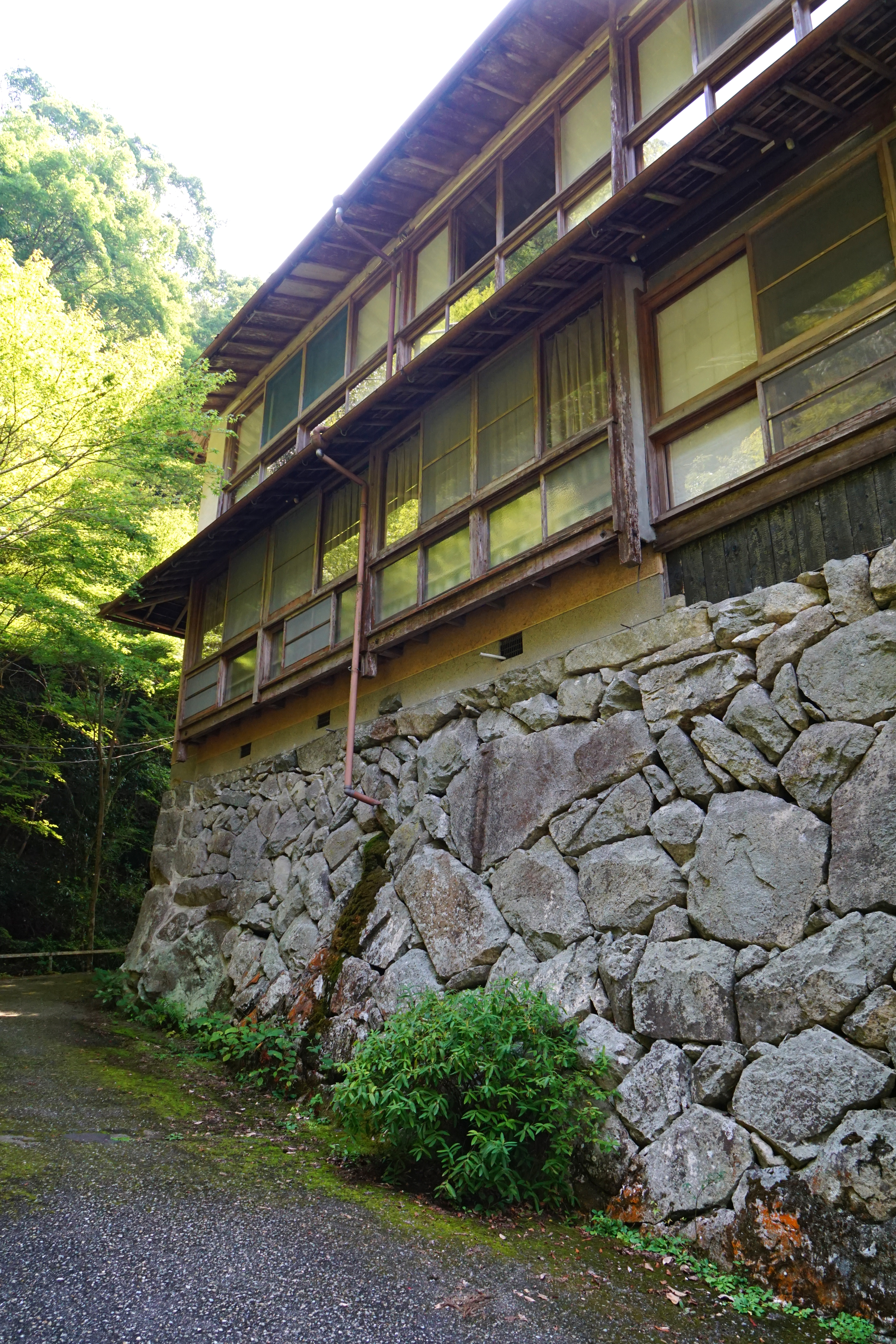
河鹿荘